# Oeonistis bicolora
Oeonistis bicolora là một loài bướm đêm thuộc phân họ Arctiinae, họ Erebidae.